# Sexy robotica
Sexy robotica è un brano musicale del cantante portoricano Don Omar, estratto come secondo singolo dal suo album iDon.

## Tracce
US Digital download
1. Sexy robotica (Album Version) – 3:54

## Classifiche
| Classifica (2009)                    | Posizione massima |
| ------------------------------------ | ----------------- |
| Stati Uniti (Latin Rhythm Airplay)   | 3                 |
| Stati Uniti (Latin Tropical Airplay) | 6                 |
| Stati Uniti (Hot Latin Songs)        | 20                |
| Stati Uniti (Latin Pop Airplay)      | 34                |
| Stati Uniti (Latin Urban)            | 3                 |
| Stati Uniti (Spanish Contemporary)   | 29                |